# Lac Muscocho
Le lac Muscocho constitue un plan d'eau traversé par la rivière Obatogamau », dans le territoire de Eeyou Istchee Baie-James (municipalité), dans la région administrative du Nord-du-Québec, dans la province de Québec, au Canada. Ce lac s’étend dans les cantons de Fancamp et Haüy.
La foresterie constitue la principale activité économique du secteur. Les activités récréotouristiques arrivent en second.
Le bassin versant du lac Muscocho est accessible par la route forestière R1040 (sens Nord-Sud) passant à l’Est du lac et se reliant au Nord à la route 113 (reliant Lebel-sur-Quévillon et Chibougamau) et le chemin de fer du Canadien National. Le lieu-dit Haüy Township est situé au Nord du lac.
La surface du lac Muscocho est habituellement gelée du début novembre à la mi-mai, toutefois la circulation sécuritaire sur la glace se fait généralement de la mi-novembre à la mi-avril.

## Géographie
Le lac Muscocho comporte une longueur de 10,3 km, une largeur maximale de 1,7 km et une altitude de 365 m, soit la même altitude que la surface du réservoir des lacs Obatogamau situé en amont au Sud-Est.
Le lac Muscocho a une forme en équerre (ouvert vers le Sud-Ouest) à cause d’une presqu’île s’avançant vers le Nord-Est sur 5,0 km. Ce lac comporte 31 îles dont la plus grande a une longueur de 1,1 km.
Le lac Muscocho constitue un élargissement de la rivière Obatogamau (affluent de la rivière Chibougamau). Ce lac reçoit ses eaux du côté Sud dans le canton de Fancamp. En amont, les lacs Obatogamau englobent notamment les lacs Verneuil, Le Royer, La Dauversière, Holmes et Chevrier.
L’embouchure du lac Muscocho est localisée au bout d’un court détroit barré par une île (longueur : 0,7 km) qui le sépare du lac Keith. Cette embouchure est située à :
- 7,4 km à l’Est de l’embouchure du lac à l'Eau Jaune ;
- 17,9 km à l’Est de l’embouchure du lac de la Presqu'île (Nord-du-Québec) ;
- 65,4 km à l’Est de l’embouchure de la rivière Obatogamau (confluence avec la rivière Chibougamau) ;
- 96,4 km au Nord-Est de l’embouchure de la rivière Chibougamau (confluence avec la rivière Opawica) ;
- 32,4 km au Sud-Ouest du centre-ville de Chibougamau ;
- 19,6 km au Sud-Est du centre du village de Chapais (Québec)[1].

Les principaux bassins versants voisins du lac Muscocho sont :
- côté Nord : lac Goudreau, lac Simon, lac Chevrillon, lac aux Dorés (rivière Chibougamau), lac Chibougamau, rivière Chibougamau ;
- côté Est : lac La Dauversière, lac Chevrier (rivière Obatogamau), rivière Boisvert ;
- côté Sud : lacs Obatogamau, lac Caopatina, lac Verneuil, rivière Opawica, rivière Nemenjiche ;
- côté Ouest : lac à l'Eau Jaune, lac de la Presqu'île (Nord-du-Québec), rivière Irène, rivière Obatogamau.

## Toponymie
La plus ancienne mention de cette hydronyme sur des cartes remonte à 1927. D’origine Cri, sa signification s’apparente aux herbes. Le terme "Muscocho" pourrait venir de « maskusiy », terme générique désignant toute espèce d'herbe ou de foin. Selon le père Louis-Philippe Vaillancourt, "miskoskou", en cri, a pour sens "il y a beaucoup d'herbe".
Le toponyme "lac Muscocho" a été officialisé le 5 décembre 1968 par la Commission de toponymie du Québec, soit lors de sa création.